# Viktor Sieger
Viktor Sieger (* 11. Märzjul. / 24. März 1916greg. in Tartu; † 28. August 1944 bei Tartu) war ein estnischer Fußballspieler deutsch-baltischer Herkunft.

## Karriere
Für die Estnische Fußballnationalmannschaft kam Sieger, ein Angehöriger der deutsch-baltischen Minderheit, im Jahr 1939 zu drei Länderspieleinsätzen. Er debütierte für Estland im Juni 1939 gegen das Deutsche Reich, das durch Treffer von Ernst Lehner und Reinhard Schaletzki mit 2:0 im Kadrioru staadion von Tallinn gewann. Im Juli und August 1939 kam er unter Nationaltrainer Elmar Saar zwei weitere Male für die Estnische Auswahl zum Einsatz. Im Spiel gegen Lettland das vom deutschen Schiedsrichter Wilhelm Peters geleitet wurde und Finnland. Mit Olümpia Tartu wurde er 1940 Estnischer Meister.
Er verstarb am 28. August 1944 für die deutsche Wehrmacht kämpfend nahe seiner Geburtsstadt Tartu.

## Erfolge
- Estnischer Meister: 1940